# Mamerthes terminalis
Mamerthes terminalis är en fjärilsart som beskrevs av William Schaus 1915. Mamerthes terminalis ingår i släktet Mamerthes och familjen nattflyn. Inga underarter finns listade i Catalogue of Life.